# 758

## Догађаји
- Википедија:Непознат датум — Владавина династије Абасида у Багдаду.

- Лето – војвода Лијутпранд од Беневента постаје пунолетан и побуни се против лангобардске власти. Краљ Дезидерије га побеђује и даје своје војводство Арехису II (Лијутпрандовом сину). Ожени се Аделпергом, кћерком Дезидерија, и успоставља пријатељске односе са Ломбардским краљевством.
- Дезидерије смењује Албоина, војводу од Сполета (Средња Италија), и сам врши војводску власт, тешње везујући војводство са ломбардском престоницом Павијом.
- Умире краљ Беорна од Источне Англије. Принц Етелред, потомак покојног краља Редвалда, наследио је место краља.
- Краљ Еадберхт од Нортумбрије абдицира са престола у корист свог сина Освулфа. Одлази у манастир који се налази уз катедралу Јорка.
- Краљ Свитхред од Есекса умире након 12-годишње владавине. Наследио га је Сигерик, син покојног краља Саелреда (види 709).
- Група од четири мисионара образована у Басри, укључујући 'Абд ал-Рахмана Ибана Рустама, проглашавају Ибади имамет. Следбеници освајају град Каируан (савремени Тунис) и масакрирају хариџите.
- Побуна у Лушану: кинеску луку Гуангџоу су опљачкали муслимански и персијски нападачи. Лука је затворена наредних 5 деценија, док страни бродови пристају у Ханоју (модерни Вијетнам). Гуангџоу поново напредује након што је поново отворен за спољну трговину почетком 9. века.
- Јун – Абасиди Арапи и Турци Ујгури истовремено стижу у престоницу Танга, Чанган, како би одали почаст царском двору. Арапи и Турци се боре око дипломатског значаја на капији, да би одали почаст пре других. Нагодба се постиже када им је дозвољено да уђу у исто време, али кроз различите капије у палату.
- Царица Кокен абдицира са престола, после деветогодишње владавине. Наслеђује је усвојени син Јунин, унук покојног цара Тенмуа. Постаје 47. цар Јапана.